# Gastrochilus subpapillosus
Gastrochilus subpapillosus är en orkidéart som beskrevs av Zhan Huo Tsi. Gastrochilus subpapillosus ingår i släktet Gastrochilus och familjen orkidéer. Inga underarter finns listade i Catalogue of Life.